# Pimenta (plant)
Pimenta is een geslacht uit de mirtefamilie (Myrtaceae). De soorten komen voor in Zuid-Mexico, Centraal-Amerika, het Caraïbisch gebied en delen van tropisch Zuid-Amerika.

## Soorten
- Pimenta adenoclada (Urb.) Alain
- Pimenta berciliae T.N.C.Vasconc. & Peguero
- Pimenta cainitoides (Urb.) Burret
- Pimenta dioica (L.) Merr.
- Pimenta ferruginea (Griseb.) Burret
- Pimenta filipes (Urb.) Burret
- Pimenta guatemalensis (Lundell) Lundell
- Pimenta haitiensis (Urb.) Landrum
- Pimenta intermedia (Bisse) Urquiola
- Pimenta jamaicensis (Britton & Harris) Proctor
- Pimenta obscura Proctor
- Pimenta odiolens (Urb.) Burret
- Pimenta oligantha (Urb.) Burret
- Pimenta podocarpoides (Areces) Landrum
- Pimenta pseudocaryophyllus (Gomes) Landrum
- Pimenta racemosa (Mill.) J.W.Moore
- Pimenta richardii Proctor
- Pimenta samanensis (Alain) Peguero
- Pimenta yumana (<Alain) T.N.C.Vasconc.

... · 
Acmena · 
Actinodium · 
Agonis · 
Allosyncarpia · 
Aluta · 
Angophora · 
Astartea · 
Astus · 
Babingtonia · 
Baeckea · 
Callistemom · 
Calytrix · 
Chamelaucium · 
Corymbia · 
Corynanthera · 
Cyathostemon · 
Darwinia · 
Enekbatus · 
Ericomyrtus · 
Eucalyptus (Eucalyptus) · 
Eugenia · 
Euryomyrtus · 
Feijoa · 
Homalocalyx · 
Homoranthus · 
Hypocalymma · 
Lamarchea · 
Leptospermum · 
Lophomyrtus · 
Malleostemon · 
Metrosideros · 
Micromyrtus · 
Myrceugenia · 
Myrciaria · 
Myrtus (Mirte) · 
Ochrosperma · 
Osbornia · 
Pileanthus · 
Pimenta · 
Psidium · 
Rinzia · 
Sannantha · 
Scholtzia · 
Syzygium · 
Thryptomene · 
Triplarina · 
Tristaniopsis · 
Verticordia · 
Waterhousea · 
Xanthostemon · 
...